# علی‌آباد سرتل (بیضا)
علی‌آباد سرتل، روستایی در دهستان کوشک هزار بخش مرکزی شهرستان بیضا در استان فارس ایران است.

## جمعیت
بر پایه سرشماری عمومی نفوس و مسکن در سال ۱۳۹۵، جمعیت این روستا برابر با ۹۹۰ نفر (۲۹۲ خانوار) بوده است.